# Удав справжній
Удав звичайний (Boa constrictor L.) — представник роду удав (Boa) з родини Удавові. Має 10 підвидів. Раніше до роду зараховували 4 види. Втім з 2001 року визнано справжнього удава як єдиний вид.

## Опис
Загальна довжина сягає 5—5,5 м (у неволі — 2—3 м), вага 15 кг. Голова списоподібна, з розширеною та сплющеною потиличною частиною, чітко відмежована від шиї. Хвіст короткий, притуплений на кінці. Голова вкрита дрібною лускою. Забарвлення світло-буре, червонувате, бежеве або кавове, розмежоване широкими темно-бурими поперечними перев'язами з жовтими плямами. З боків ідуть ромбоподібні темні плями зі світлою облямівкою. На хвості — широкі зони темно-бордового та червонуватого або коричневого кольору, які розділені жовтуватими поперечними смугами.

## Спосіб життя
Полюбляє ліси, зарості чагарників по берегах річок, сухі рідколісся в середньому поясі гір. Трапляється на висоті до 1000 м над рівнем моря. Більшу частину життя перебуває на землі, втім добре плазує по деревах та чагарниках. Активний вночі. Харчується ссавцями та птахами.
Це яйцеживородна змія. Статева зрілість настає у 2 роки. Самиця народжує 10—60 дитинчат.
Тривалість життя 23 роки.

## Розповсюдження
Заселює територію від Мексики через усю тропічну та екваторіальну Америку до центральної Аргентини. Також трапляється на Антильських островах. Шкіра використовується для виготовлення галантерейних виробів.

## Підвиди
Виділяють 10 підвидів справжнього удава (Boa constrictor):
- Boa constrictor amarali
- Boa constrictor constrictor
- Boa constrictor imperator
- Boa constrictor longicauda
- Boa constrictor mexicana
- Boa constrictor nebulosa
- Boa constrictor occidentalis
- Boa constrictor oropias
- Boa constrictor ortonii
- Boa constrictor sabogae